# Cristina da Suécia
Cristina (Estocolmo, 18 de dezembro de 1626 – Roma, 19 de abril de 1689) - com o nome de nascimento Kristina Augusta e mais tarde, em 1655, Kristina Alexandra, vulgarmente conhecida em sueco como Kristina - foi a rainha da Suécia de 1632 até a sua abdicação em 1654. Era a única filha do rei Gustavo II Adolfo e de sua esposa, a princesa Maria Leonor de Brandemburgo.

Foi uma visionária humanista que chocou o Mundo do seu tempo.

Ascendeu ao trono sueco com apenas seis anos de idade, após a morte de seu pai na batalha de Lützen.                                                           
Durante a sua menoridade, a Suécia foi governada, até 1644, pelo regente do reino Axel Oxenstierna.                                            
Abdicou em favor de seu primo Carlos X Gustavo, depois de se ter convertido ao catolicismo.

Sendo a filha de um defensor do protestantismo na Guerra dos Trinta Anos, Cristina causou escândalo ao abdicar em 1654 e converter-se ao catolicismo, aos 27 anos. Ela passou os seus anos restantes em Roma, tornando-se a líder da vida musical e teatral local. Como ex-rainha e sem país, ela protegeu muitos artistas e projetos. Morreu em 1689 e é uma das poucas mulheres enterradas no Vaticano.
Cristina era mal-humorada, inteligente e interessada em livros e manuscritos, religião, alquimia e ciência. Ela queria que Estocolmo se transformasse na 'Atenas do Norte'. Influenciada pela Contrarreforma, ela cada vez mais se sentiu atraída pela cultura barroca e mediterrânea, que se desenvolvia longe do seu pais. O seu estilo de vida incomum, vestuário e comportamento masculino, inspirariam vários romances, peças teatrais, óperas e filmes.

## Primeiros anos

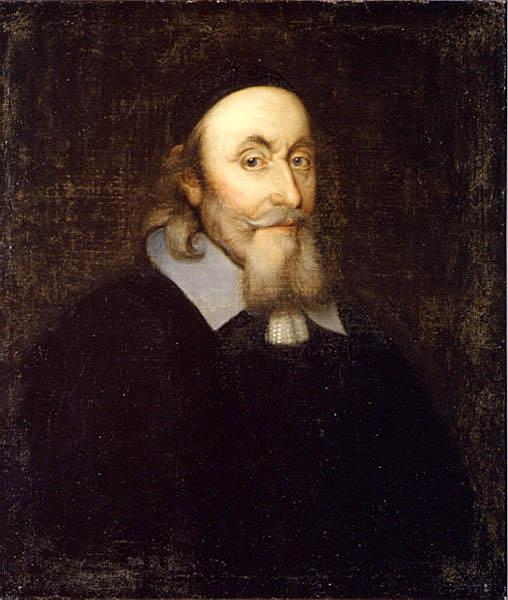
Axel Oxenstierna, chanceler da Suécia.

O nascimento de Cristina aconteceu durante um conjuntura astrológica rara que causou grande especulação sobre a influência que a criança, que se esperava que fosse um rapaz, teria na política mundial. O rei já tinha tido duas filhas: uma princesa sem nome conhecido nascida em 1620, e depois a primeira princesa Cristina, que nasceu em 1623 e morreu no ano seguinte. Assim, havia grande expectativa quando a rainha Maria Leonor engravidou pela terceira vez em 1626, e o castelo encheu-se de gritos de alegria quando nasceu um bebé, que primeiro se pensava ser um varão já que era peludo e chorava com uma voz forte e enrouquecida. Na sua autobiografia, Cristina escreveu: "Espalhou-se um grande embaraço pelas mulheres quando descobriram o erro que tinham cometido." O rei ficou muito feliz, afirmando que "Vai ser esperta, já que nos enganou a todos!" A sua mãe continuou indiferente à criança, desiludida por não ter um herdeiro varão. Até Cristina acreditava que uma dama-de-leite a tinha deixado cair ao chão quando era bebé, fazendo com que partisse um ombro. Em consequência, teve um ombro maior do que o outro o resto da vida.
Antes de Gustavo II Adolfo partir para a Alemanha para defender o Protestantismo durante a Guerra dos Trinta Anos, assegurou que a sua filha era a herdeira legítima do trono, caso não regressasse, e deu ordens para que Cristina fosse criada como um príncipe. A sua mãe, uma Hohenzollern, era uma mulher dada a depressões e melancolia, provavelmente louca [carece de fontes]. Após a morte do rei, a 6 de Novembro de 1632, no campo de batalha, a rainha-viúva foi buscar o corpo do marido, trazendo o coração separadamente, em uma caixa. Maria Leonor ordenou que o rei não deveria ser enterrado, até que ela mesma pudesse ser enterrada com ele. Também exigiu que o caixão fosse deixado aberto, e ia visitá-lo todas as manhãs, fazendo-lhe festas, parecendo não notar a decomposição. Eventualmente, o chanceler Axel Oxenstierna, envergonhado com a situação, não viu outra solução senão colocar um guarda à porta do quarto para impedir estas visitas. Com Cristina, que se tornou súbita e tardiamente o centro das atenções da mãe, o seu comportamento também mostrava alguma anormalidade. Maria Leonor mudou totalmente sua relação com a filha, que era de total indiferença e passou a ser perversamente atenta à filha. Forçou-a a partilhar consigo uma vida dedicada ao sofrimento. Os aposentos reais passaram a ser decorados com cortinas e panos negros e as janelas foram tapadas para que não pudesse entrar a luz do sol. Os padres entoavam orações e sermões todo o dia e toda a noite. Maria Leonor insistiu que a sua filha dormisse no seu quarto, onde tinha a caixa com o coração do marido suspensa sobre a cama.
Cristina foi forçada a ficar junto da mãe, nessa condição, durante três anos e nunca esqueceu esta experiência macabra. Mais tarde ajudou-a, quando rainha, a desencantar-se com o luteranismo, a religião oficial da Suécia que, para ela, era demasiado melancólica e obcecada com o pecado. Aos nove anos de idade, Cristina não questionava apenas o luteranismo, mas, como escreveria mais tarde, começou também a pensar sozinha e a tomar as suas próprias decisões.
Gustavo II Adolfo tinha decidido, de forma sensata que, caso morresse, a sua filha deveria ser criada pela sua meia-irmã, a princesa Catarina da Suécia. Esta solução não agradou a Maria Leonor, que expulsou a cunhada do castelo. Em 1636, o chanceler Oxenstierna achou que a melhor solução seria exilar a rainha viúva no Castelo de Gripsholm, deixando que fosse o Conselho de Regência a decidir quando ela poderia ver a sua filha de nove anos. Esta acção deu três anos de paz a Cristina, que cresceu feliz na companhia da sua tia Catarina e da família dela.
A 15 de Março de 1633, Cristina tornou-se rainha aos seis anos de idade, recebendo a alcunha de "Menina Rei". Cristina foi educada como uma criança do Estado. O teólogo Johannes Matthiae Gothus foi o seu tutor, dando-lhe lições sobre religião, filosofia, grego e latim. O chanceler Oxenstierna ensinou-lhe política e discutia Tácito com ela. Cristina parecia gostar de estudar dez horas por dia. Além de sueco, aprendeu alemão, dinamarquês, francês e italiano, e o seu talento para aprender línguas era considerado único. Oxenstierna escreveu com orgulho sobre a adolescente de catorze anos, dizendo que "ela não é nada parecida com uma mulher", e que tinha "uma inteligência brilhante". A partir de 1638, Oxenstierna contratou uma trupe de ballet francesa dirigida por Antoine de Beaulieu para ensinar Cristina a mover-se mais graciosamente.

## Reinado

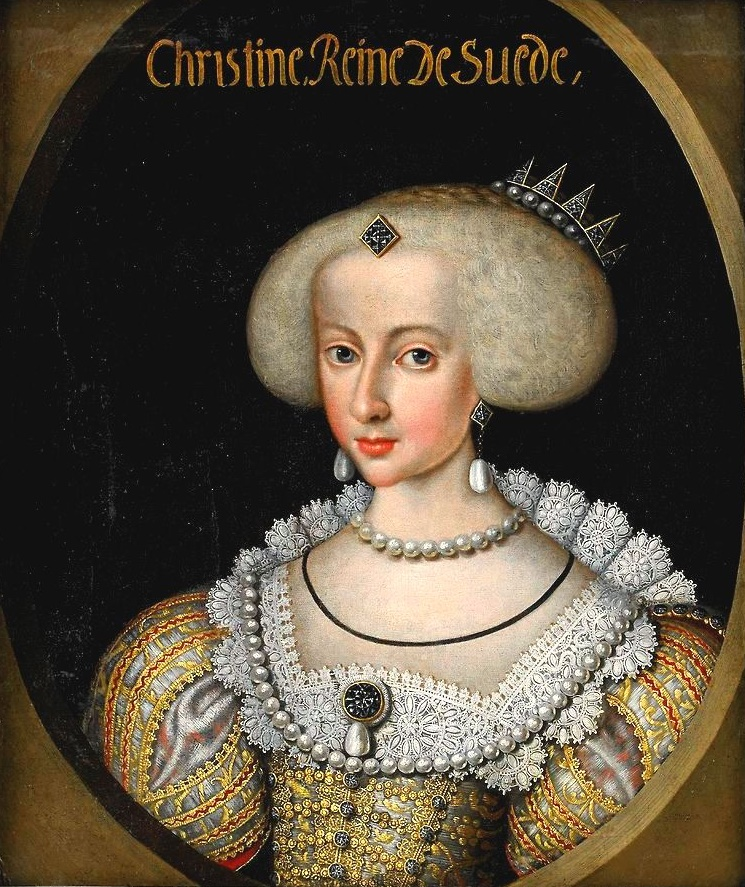
A rainha Cristina quando subiu ao trono.

A coroa da Suécia era hereditária na dinastia de Vasa, mas desde o tempo do rei Carlos IX, os príncipes de Vasa descendiam de um irmão deposto e de um sobrinho dele. Os irmãos mais novos de Gustavo II Adolfo tinham morrido alguns anos antes e o único que lhe restava era fruto de um caso extraconjugal do pai e, por isso, só havia herdeiras femininas. Não havia descendentes femininas elegíveis vivas descendentes do rei Gustavo I, por isso Cristina era a herdeira presumível. Desde seu nascimento, o rei Gustavo II Adolfo a reconhecera como herdeira legitima e, apesar de ser chamada de rainha, o título oficial que recebeu na sua coroação foi o de rei.
Entre 1636 e 1637, Peter Minuit e Samuel Blommaert negociaram com o governo a fundação da Nova Suécia, a primeira colónia sueca no Novo Mundo. Em 1638, Minuit ergueu o Forte Cristina em Wilmington, no Delaware, EUA. O rio Cristina também recebeu esse nome em sua honra. Em Dezembro de 1643, as tropas suecas invadiram a Holsácia e a Jutlândia na Guerra do Torstenson.
O Conselho Nacional sugeriu que Cristina se juntasse ao governo quando completasse dezesseis anos, mas ela pediu para esperar até completar dezoito, visto que tinha sido com essa idade que o seu pai se tinha tornado rei. Em 1644, Cristina subiu oficialmente ao trono, embora a sua coroação fosse adiada devido à guerra com a Dinamarca. O seu primeiro grande desafio foi concluir as negociações de paz com esse país e conseguiu fazê-lo com sucesso. A Dinamarca entregou as ilhas de Gotlândia e Saaremaa à Suécia, e a Noruega perdeu os territórios de Jemtlândia e Herdália, que permanecem suecos até aos dias de hoje.
O chanceler Oxenstierna não demorou a descobrir que Cristina tinha visões políticas diferentes das suas. Em 1645 enviou o seu filho Johan Oxenstierna assistir ao Congresso de Paz em Osnabruque e Münster, apresentando a ideia de que seria do interesse sueco continuar com a Guerra dos Trinta Anos. Contudo, Cristina queria a paz a qualquer custo e, por isso, enviou o seu próprio delegado, Johan Adler Salvius. Pouco antes da conclusão do tratado de paz, admitiu a entrada de Salvius no Conselho Nacional, contra a vontade do chanceler Oxenstierna e para o espanto do general, já que este não era aristocrata. Mas Cristina queria que existisse oposição à aristocracia. Em 1648, recebeu um lugar no Reichstag quando a Suécia se apoderou de Bremen-Verden e da Pomerânia, no tratado de Paz de Vestfália.
Em 1649, foram levados setecentos e sessenta quadros, cento e setenta estátuas de mármore, cem estátuas de bronze, trinta e três mil moedas e medalhões, seiscentos pedaços de cristal, trezentos instrumentos científicos, manuscritos, incluindo o Sanctae Crucis laudibus de Rabáno Mauro, o Códice Argênteo e o Codex Gigas para Estocolmo. Estas obras de arte pertenciam ao sacro-imperador Rodolfo II e foram saqueadas em parte por Hans Christoff von Königsmarck, durante a Batalha de Praga em 1648, e em parte conquistadas nas negociações de paz da Vestfália.
Com a ajuda do seu tio, o conde palatino João Casimiro do Palatinado-Zweibrücken-Kleeburg, e dos primos, Cristina tentou reduzir a influência de Oxenstierna e declarou o primo Carlos Gustavo seu sucessor em 1640. A rainha resistiu às exigências de outras classes da sociedade (clero, burguesia e povo), feitas durante a Assembleia das Classes de 1650, para reduzir o imposto sobre terras nobres.

### Visita de Descartes, intelectuais e músicos

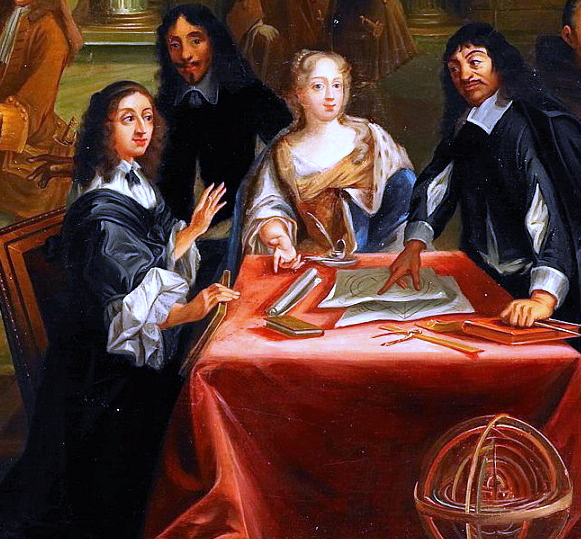
Cristina (à esquerda) numa discussão com Descartes.

Em 1645, Cristina convidou Hugo Grócio para se tornar seu bibliotecário, mas o holandês morreu na viagem para Rostock. Depois contratou Benedito Nemias de Castro, um judeu de origem portuguesa residente em Hamburgo, para seu médico pessoal. Em 1647, foi nomeado Johann Freinsheim. A Semíramis do Norte (nome pelo qual Cristina era conhecida) trocava correspondência com Pierre Gassendi. Blaise Pascal ofereceu-lhe um exemplar da calculadora mecânica de sua invenção, La pascaline. Pediu a Heinsius e a Isaac Vossius que fossem à Suécia para catalogar a sua nova colecção. Estudou Neo-Estoicismo, Padres da Igreja, Islão e leu o Tratado dos Três Impostores, um trabalho que questionava todas as religiões organizadas e era especialista em História clássica e filosofia.
Em 1646, o embaixador Chanut, um grande amigo de Cristina, enviou uma carta ao filósofo René Descartes, pedindo-lhe que enviasse uma cópia das suas Meditações. Cristina interessou-se o suficiente para começar a trocar correspondência com Descartes sobre ódio e amor. Apesar de estar muito ocupada, convidou-o a visitar a Suécia e o filósofo chegou a 4 de Outubro de 1649. Viveu na residência de Chanut e teve de esperar até 18 de Dezembro para começar as suas lições privadas com Cristina, dando-lhe uma visão mais profunda do Catolicismo. Devido ao horário ocupado da rainha, Descartes era convidado a estar no castelo às cinco da manhã para discutir religião e filosofia. As salas eram frias e, a 1 de Fevereiro de 1650, Descartes adoeceu de pneumonia, da qual faleceu dez dias depois. Cristina sentiu-se culpada pela morte do filósofo. Convidou ainda Claude Saumaise, Pierre Daniel Huet, Gabriel Naudé, Christian Ravis, Samuel Bochart. Dedicou-se ao ceticismo e tornou-se indiferente à religião.
Cristina gostava de teatro e de ballet. Também era actriz amadora e o teatro amador teve muito sucesso na corte sueca durante o seu reinado. As peças sempre tinham despertado o interesse de Cristina, principalmente as de Pierre Corneille. Em 1647, Antonio Brunati construiu um teatro dentro do palácio. O poeta da corte, Georg Stiernhielm, escreveu várias peças em sueco, tais como Den fångne Cupido eller Laviancu de Diane que foi representada na corte com Cristina a desempenhar o papel de Diana. Também convidava companhias estrangeiras para actuar em Bollhuset, tais como a trupe de ópera italiana com Vincenzo Albrici em 1652, e uma trupe de teatro dinamarquesa com Ariana Nozeman e Susanna van Lee em 1653. Entre as artistas francesas que empregava na corte contava-se Anne Chabanceau de La Barre, que se tornou a cantora da corte.

### Decisão de não se casar
Apesar de Cristina ter um desenvolvimento prematuro e ser claramente adversa a todas as coisas femininas, o governo ainda esperava que se casasse e tivesse herdeiros. Em 1630, já se estavam a fazer planos para o casamento da futura rainha, quando ela tinha apenas quatro anos de idade. O primeiro candidato foi o seu primo direito, Frederico Guilherme, Eleitor de Brandemburgo, que tinha apenas onze. A união nunca se chegou a realizar e, dois anos depois, aconteceu o mesmo ao segundo candidato, o príncipe Ulrico, filho do rei Cristiano IV da Dinamarca. Cristina revelou na sua autobiografia que sentia "uma repulsa indescritível" pelo casamento, assim como "uma repulsa indescritível por tudo o que as mulheres diziam e faziam". Além do mais, não estava disposta a partilhar o seu poder com um marido. Mesmo assim, quando tinha dezasseis anos de idade, Cristina teve uma paixoneta pelo seu primo Carlos Gustavo, filho da sua tia Catarina. Os dois tinham sido amigos próximos quando eram crianças, mas quando a amizade se transformou em romance, acabaria por ser, para ela, uma aventura sentimental e não um caso amoroso. Cristina gostava dos encontros secretos, as cartas apaixonadas escritas em código e as declarações de "amor eterno" e "fidelidade até à morte", mas tinha cuidado para não se envolver demasiado, e não fez promessas.

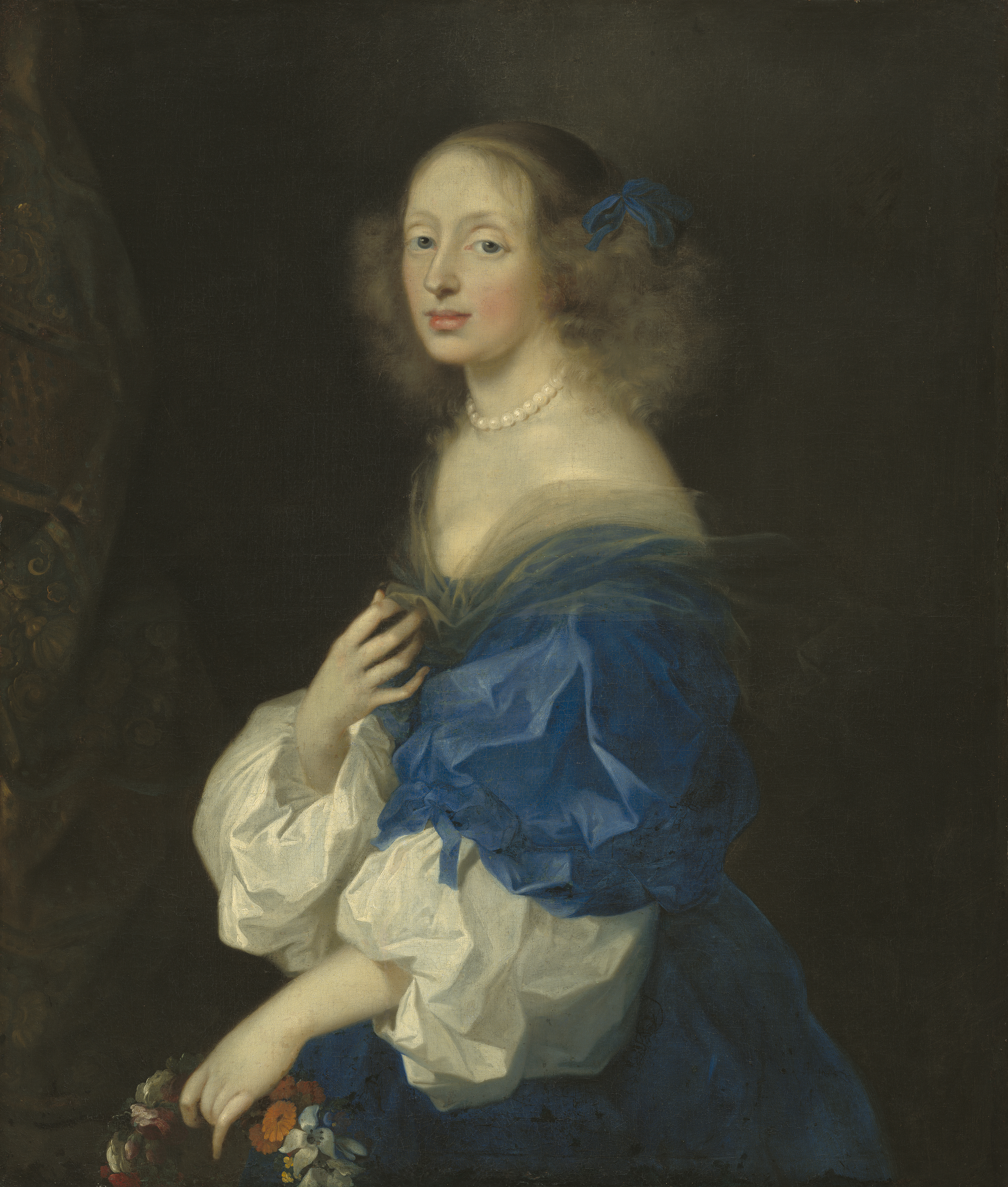
Condessa Ebba Sparre

Dormia três a quatro horas por noite e ocupava-se principalmente com os seus estudos. Esquecia-se de pentear o cabelo, vestia-se à pressa e usava sapatos de homem por serem mais convenientes. Contudo, dizia-se que tinha o seu charme e o cabelo rebelde tornou-se uma imagem de marca que lhe assentava. A sua melhor amiga e a maior paixão da sua juventude foi Ebba Sparre, a quem chamavam Bella. Cristina passava grande parte do seu tempo com la belle comtesse e chamava a atenção das pessoas para a sua beleza. Ebba era o oposto de Cristina: tímida, sem interesses intelectuais, e com os comportamentos femininos dos quais a rainha não gostava. Apesar de tudo, aceitou a relação porque podia ser o elo mais forte. As duas dormiam na mesma cama. Apresentou-a ao embaixador inglês Whitelocke como sua 'amiga de cama', garantindo-lhe que o intelecto de Ebba era tão impressionante como o seu corpo. Foi ela que pagou o casamento de Ebba com Jakob Kasimir De la Gardie em 1653, mas o casamento acabaria por durar apenas cinco anos. Ebba visitou o seu marido em Elsinore onde foi condenado e morto, e os três filhos que resultaram deste casamento morreram todos ainda muito novos. Quando Cristina deixou a Suécia, continuou a escrever cartas de amor apaixonadas a Ebba, nas quais lhe dizia que a iria amar para sempre. Contudo, Cristina também parecia mostrar o mesmo sentimento em cartas escritas para mulheres que nunca tinha conhecido, mas que admirava de alguma forma.
Carlos Gustavo continuava apaixonado por Cristina e esperou por ela durante cinco anos, mas, a 26 de Fevereiro de 1649, Cristina tornou publica a sua decisão de não se casar e declarou que o seu primo seria o herdeiro do trono. Ao anunciar a sua decisão ao Rikstag, declarou: "Estou-vos a dizer que é para mim impossível casar. Tenho a certeza absoluta. O meu carácter não se adequa ao casamento. Rezei fervorosamente para que a minha inclinação mudasse, mas simplesmente não me posso casar." A nobreza opôs-se a esta decisão, enquanto outras classes sociais (o clero, a burguesia e o povo) aceitaram. Assim, a coroação de Cristina aconteceu em Outubro de 1650. Ela foi até ao Castelo de Jacobsdal, onde chegou em uma carruagem coberta com um pano de veludo negro bordado a ouro e puxada por seis cavalos brancos. A procissão até Storkyrkan era tão longa que quando as primeiras carruagens lá chegaram, a última ainda não tinha saído de Jacobsdal. Todas as classes sociais foram convidadas a jantar no castelo. Havia fontes no mercado que deitavam vinho, foi servido assado e colocadas iluminações em toda a cidade. Os participantes mascararam-se com os melhores fatos, como se fosse Carnaval.

### Religião e opiniões pessoais

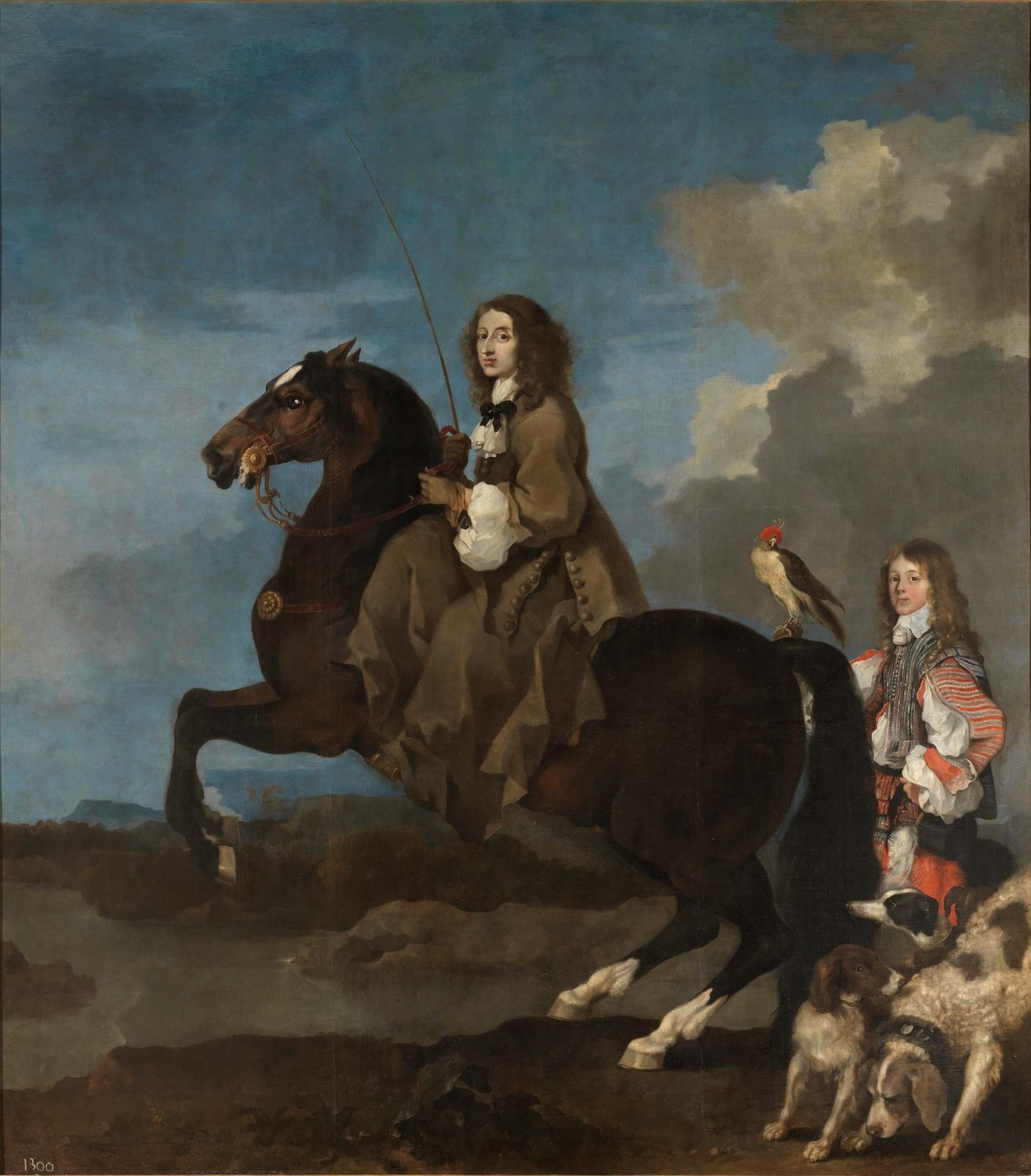
Rainha Cristina.

O seu tutor, Johannes Matthiae tinha uma atitude mais gentil do que a maioria dos luteranos. Em 1644, sugeriu que se criasse uma nova ordem na igreja, mas a proposta foi rejeitada por ser considerada demasiado calvinista. Cristina, que na altura já se tinha tornado rainha, defendeu-o, indo contra os conselhos do chanceler Oxenstierna, mas três anos depois a proposta teve de ser esquecida. Em 1647, o clero quis introduzir o Livro de Concórdia, um livro que definia a forma correcta de praticar o luteranismo e distingia as heresias, tornando a liberdade de pensamento religioso impossível. Matthiae opôs-se fortemente a esta proposta e voltou a ter o apoio de Cristina. O Livro de Concórdia nunca foi introduzido.
Sendo uma rainha jovem, Cristina sentia grande pressão ao governar o país. Em Agosto de 1651, pediu a permissão do Conselho para abdicar, mas cedeu aos seus pedidos para que continuasse. Teve uma longa conversa com António de Sousa de Macedo, o intérprete do embaixador de Portugal. António era um jesuíta e, em Agosto de 1651, levou consigo uma carta secreta de Cristina para o Superior-geral da Companhia de Jesus em Roma. Como resposta, dois jesuítas viajaram para a Suécia numa missão secreta na Primavera de 1652, disfarçados de nobres do campo e utilizando nomes falsos. Paolo Casati teve de testemunhar a sinceridade das intenções da rainha em tornar-se católica. Cristina teve longas conversas com eles, querendo saber mais sobre a visão católica em assuntos como o pecado, a imortalidade da alma, a racionalidade e a livre-vontade. Apesar de ter sido educada na religião luterana, por volta de Maio de 1652, Cristina decidiu que queria se converter ao catolicismo. Os dois jesuítas transmitiram os planos da rainha a Fabio Chigi e ao rei Filipe IV de Espanha que enviou o diplomata António Pimental de Prado a Estocolmo.
Depois reinar durante quase vinte anos, a trabalhar pelo menos dez horas por dia, parecia que Cristina estava a passar por um esgotamento nervoso, ou então terá chegado a um ponto de decisão na sua vida. Sofria de pressão arterial alta, queixava-se de ver mal e de dores no pescoço. Em Fevereiro de 1652, o médico francês Pierre Bourdelot chegou a Estocolmo. Ao contrário da maioria dos médicos da época, não acreditava na sangria e, em vez disso, ordenou que a rainha dormisse tempo suficiente, tomasse banhos quentes e começasse a tomar refeições mais saudáveis, uma mudança completa no estilo de vida que Cristina sempre conhecera. Tinha apenas vinte e cinco anos de idade e devia aproveitar mais a vida. Bourdelot pediu-lhe também que não estudasse e trabalhasse tanto e que fossem retirados todos os livros dos seus aposentos. Bourdelot, que era muito divertido, mostrou-lhe os dezasseis sonetos de Pietro Aretino, que tinha sempre em segredo na sua mala. Durante vários anos Cristina soube os sonetos de cor e era especialista nos trabalhos de Marcus Valerius Martialis. Muito subtilmente, Bourdelot foi mudando os princípios da rainha que agora se declarava epicurista. A sua mãe e la Gardie eram contra as acções de Bourdelot e tentaram virar Cristina contra ele. O médico regressou a França em 1653.

## Abdicação

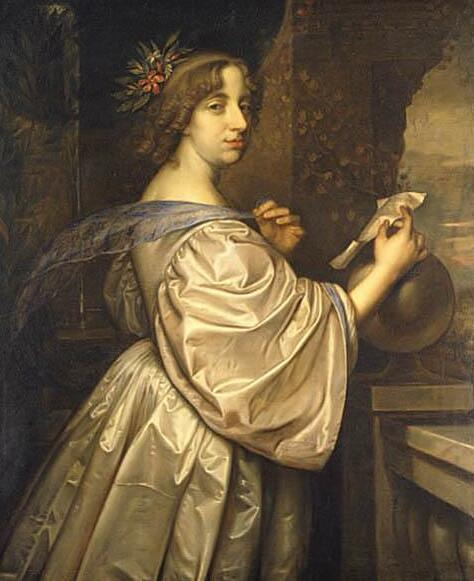
Retrato da Rainha Cristina (1650, David Beck).

Em 1654, Cristina disse aos seus conselheiros que precisava descansar e o país precisava de um líder forte. Os conselheiros recusaram e Cristina aceitou ficar com a condição de que nunca lhe fosse pedido para casar. Algumas semanas depois, Cristina tinha perdido muita da sua popularidade, após o enforcamento de Arnold Johan Messenius, que a tinha acusado de mau-comportamento e de ser uma Jezabel. Em vez de governar, a rainha começou a passar a maior parte do tempo com os seus amigos estrangeiros no salão de baile e as noites de Domingo no teatro.
Em 1653, Cristina criou a ordem militar de Amaranten. António Pimental foi o primeiro cavaleiro a ser armado. Todos os membros que se juntassem à ordem tinham de prometer que nunca se casariam, ou voltariam a casar. Em Fevereiro de 1654, a rainha confessou de forma muito directa ao Conselho a sua intenção de abdicar do trono. Oxenstierna respondeu que Cristina iria arrepender-se da decisão em poucos meses. Em Maio, o Riksdag discutiu a proposta. A rainha tinha pedido 200 000 rikstalers por ano, mas, em vez disso, recebeu terras. Financeiramente, a rainha estava segura devido aos rendimentos da cidade de Norrköping e das ilhas de Gotlândia, Olândia e Saaremaa, e as suas propriedades em Mecklemburgo e na Pomerânia. As duas dívidas foram pagas pelo tesouro do Estado.
Por isso, o seu plano para se converter ao catolicismo não foi a única razão para abdicar, visto que havia um descontentamento cada vez mais evidente com os seus modos arbitrários e dissipadores. Em dez anos, Cristina tinha criado dezassete condes, quarenta e seis barões e quatrocentos e vinte e oito nobres menores. Para financiar estes novos aristocratas com apanágios apropriados, teve de vender ou penhorar propriedades da coroa que tinham um rendimento anual de 1 200 000 riksdaler. Durante os dez anos de reinado, o número de famílias reais aumentou de trezentas para cerca de seiscentas, recompensando pessoas como Lennart Torstensson e Louis De Geer pelos seus esforços na guerra, mas também Johan Palmstruch, um banqueiro. As doações de terra eram feitas tão rapidamente que nem sempre eram registadas, por isso, às vezes, a mesma propriedade era dada duas vezes.
Cristina abdicou do trono a 5 de Junho de 1654 a favor do seu primo Carlos Gustavo. Durante a cerimónia de abdicação no Castelo de Uppsala, Cristina usou as suas regalias que lhe foram sido retiradas uma a uma. Per Brahe, que devia ter sido responsável por lhe retirar a coroa, não se mexeu, por isso teve de ser ela a tirá-la sozinha. Vestida com um simples vestido branco de tafetá, fez o seu discurso de despedida com a voz vacilante, agradecendo a todos e deixou o trono para Carlos Gustavo, que estava vestido de negro. Per Brahe sentiu que Cristina "ficou ali, de pé, bonita como um anjo." Carlos Gustavo, que foi coroado mais tarde nesse dia, adotando o nome de Carlos X Gustavo, voltou a pedi-la em casamento, mas Cristina riu-se e deixou o país, esperando ser bem-recebida nos países católicos. O novo rei teve de se mudar para um palácio vazio.

## Partida e exílio

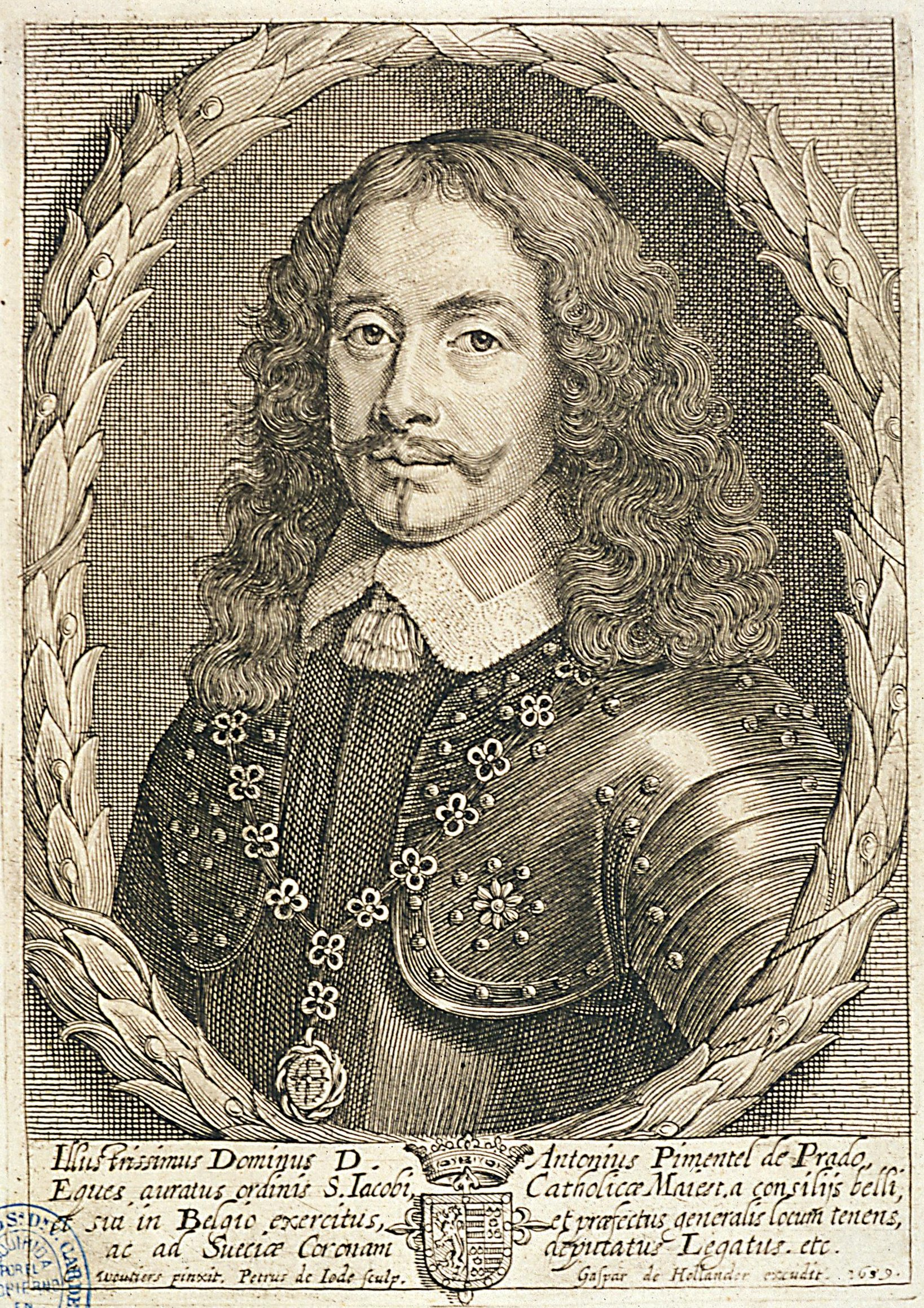
António Pimentel de Prado.

No Verão de 1654, Cristina deixou a Suécia vestida com roupa de homem com a ajuda de Bernardino de Rebolledo e chegou à Dinamarca usando o nome conde Dohna. As relações políticas entre os dois países ainda estavam tão tensas que teria sido impossível para Cristina viajar com segurança usando a sua verdadeira identidade. A ex-rainha já tinha embalado e enviado para o estrangeiro vários livros valiosos, quadros, estátuas e tapeçarias do seu castelo de Estocolmo, reduzindo muito os seus tesouros.
Cristina visitou Johann Friedrich Gronovius e Anna Maria van Schurman quando passou pela República Holandesa. Em Agosto chegou ao sul dos Países Baixos e ficou a viver em Antuérpia. Durante quatro meses, Cristina viveu na mansão de um mercador judaico, onde recebeu a visita do arquiduque Leopoldo Guilherme da Áustria, do príncipe de Condé, do embaixador Chanut e do antigo governador da Noruega, Hannibal Sehested. De tarde ia sempre dar uma volta a cavalo e à noite dava festas com peças de teatro e música. Cristina ficou sem dinheiro muito depressa e teve que vender algumas das suas tapeçarias, pratas e jóias. Como a situação financeira não melhorava, o arquiduque convidou-a a viver no seu palácio em Bruxelas. A 24 de Dezembro de 1654, Cristina converteu-se à fé católica na capela do arquiduque. Raimondo Montecuccoli e Pimentel de Prado, que se tinham tornado grandes amigos, estavam presentes. Não revelou a sua conversão ao público, caso o conselho sueco se recusasse a pagar o seu rendimento. Além do mais, a Suécia preparava-se para entrar em guerra com a Pomerânia, o que significava que o seu rendimento que recebia deste território seria drasticamente reduzido. O Papa e o rei Filipe IV de Espanha também não podiam apoiá-la publicamente, visto que ela ainda não era reconhecida como católica. Cristina conseguiu obter um grande empréstimo, dando livros e estátuas como garantia.
Em Setembro, partiu para a Itália com a sua comitiva de duzentas e cinquenta e cinco pessoas e duzentos e quarenta e sete cavalos. O mensageiro do Papa, o bibliotecário Lucas Holstenius, que também era um convertido, esperou-a em Innsbruck. A 3 de Novembro de 1655, Cristina converteu-se em Hofkirche e escreveu ao Papa Alexandre VII e ao seu primo Carlos X para os informar. Para celebrar a sua conversão oficial representou-se a ópera "L'Argia" de Antonio Cesti. O arquiduque Fernando Carlos da Áustria, que já tinha problemas financeiros, ficou quase arruinado depois da sua visita. Ficou aliviado quando Cristina partiu a 8 de Novembro.

## Vida em Roma

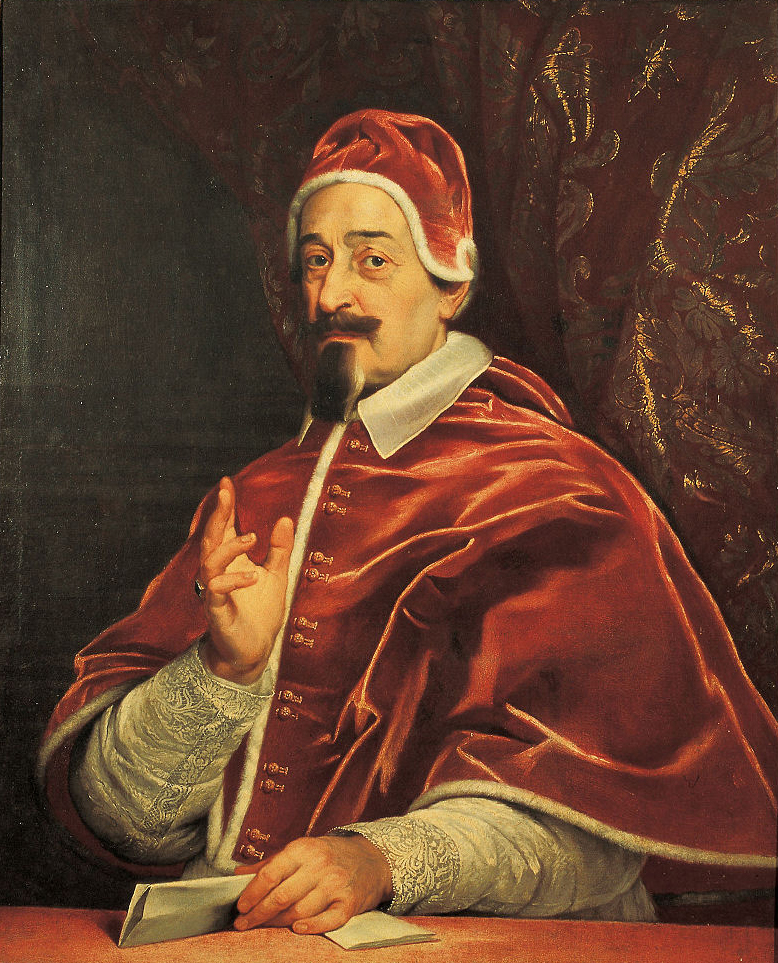
Papa Alexandre VII

A viagem da ex-rainha para o Sul, em Itália, foi planejada com grandes pormenores pelo Vaticano que lhe providenciou entradas triunfantes em Ferrara, Bolonha, Faenza e Rimini. Em Pesaro, Cristina ficou amiga dos bonitos irmãos Santinelli que a impressionaram tanto com a sua poesia e gosto pela dança, que a ex-rainha os contratou para a sua comitiva juntamente com um tal Monadeschi. A 20 de Dezembro, chegou ao Vaticano, tendo sido levada nos últimos momentos do seu percurso numa cadeira criada por Bernini. Recebeu os seus próprios aposentos dentro do Vaticano e quando o Papa viu a expressão "Omne malum ab Aquilone." ("Todos os males vêm do Norte."), apressou-se a mandar alguém cobri-la de tinta.
A entrada oficial em Roma aconteceu a 23 de Dezembro, quando Cristina chegou em um cavalo pela Porta Flaminia, que é conhecida hoje em dia por Porta del Popolo. Cristina conheceu Gian Lorenzo Bernini alguns dias depois e os dois tornaram-se amigos para a vida. Visitava-o frequentemente no seu estúdio e, quando ele estava prestes a morrer, pediu que ela rezasse por ele, já que iria falar numa língua que Deus entenderia.
Quando chegou à Basílica de São Pedro, ajoelhou-se em frente ao altar e, no dia de Natal, recebeu os sacramentos do próprio Papa. Foi em sua honra que escolheu os nomes Alexandra Maria quando foi baptizada - Alexandra não tinha sido escolhido apenas em honra do Papa, mas também em honra do seu herói, Alexandre, o Grande. O seu estatuto de convertida ao catolicismo mais famosa da sua época, bem como de mulher mais conhecida da época, faziam com que fosse ignoradas certas exigências da fé católica. Até Cristina declarou que a sua fé católica não era comum. De facto, antes de se converter, a ex-rainha tinha perguntado aos oficiais da igreja até que ponto esperavam que obedecesse aos comandos da igreja e estes garantiram-lhe que não se teria de preocupar. Embora respeitasse a posição do Papa na igreja, não respeitava necessariamente as suas atitudes como indivíduo. Uma vez comentou isso mesmo com um dos seus criados. Na altura, a residência papal de Verão era o Palácio de Quirinal, que se situava no Monte Cavallo. Cristina afirmou que mais valia o monte chamar-se Monte do Burro, visto que nunca encontrou o Papa com todo o seu sentido comum quando o visitava lá, durante os trinta anos que passou em Roma. A visita de Cristina a Roma foi um triunfo para o Papa Alexandre VII e uma ocasião para grandes celebrações barrocas. Durante vários meses, Cristina foi a única preocupação que o Papa tinha na sua corte. Os nobres rivalizavam uns com os outros para chamar a sua atenção, recebendo-a sempre com fogos-de-artíficio, duelos falsos, acrobatas e óperas. No Palácio Barberini, onde foi recebida por uma multidão de seis mil pessoas, observou com admiração uma procissão de camelos e elefantes vindos do Oriente, com toalhas nas costas.

### Palácio Farnésio

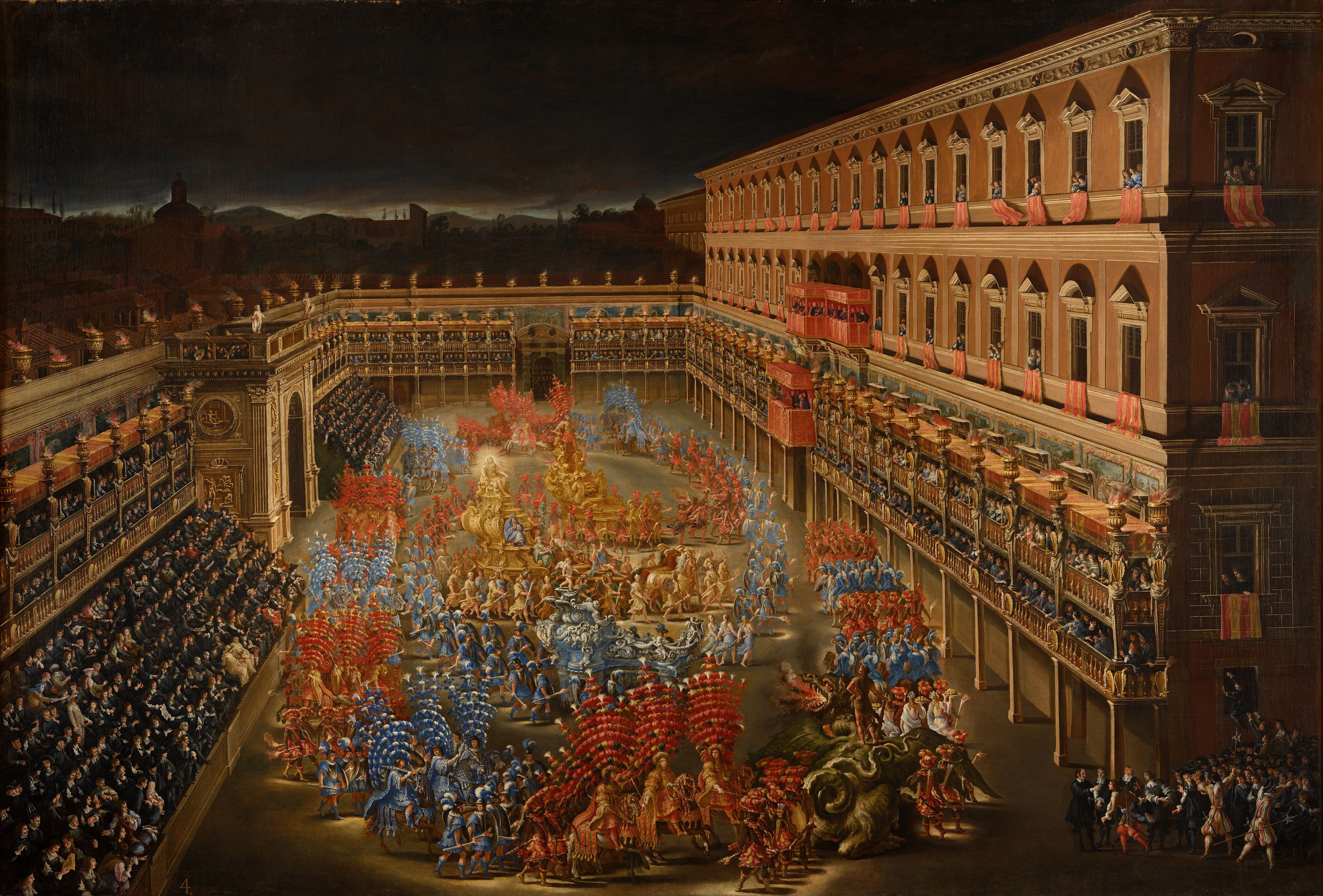
Celebrações da chegada da Rainha Cristina a Itália.

Cristina passou a viver no Palácio Farnésio, que pertencia ao duque de Parma, e que ficava do lado oposto à Igreja de Santa Brígida, outra sueca que havia vivido em Roma. Cristina abriu uma academia no palácio, a 24 de Janeiro de 1656, chamada Academia da Arcádia, onde os participantes desfrutavam de música, teatro, literatura e línguas. Todas as Quartas-feiras abria o palácio a visitantes de classes altas que podiam observar as suas obras de arte. Um dos participantes do círculo Arcádia, Francesco Negri, um franciscano de Ravena que era considerado o primeiro visitante do Cabo Norte, na Noruega, escreveu oito cartas sobre o seu passeio pela Escandinávia, até ao Cabo Norte em 1664. Outro franciscano era o sueco Lars Skytte que, com o nome Pater Laurentius, foi confessor de Cristina durante oito anos. Skytte também tinha sido aluno de Johannes Matthiae e o seu tio tinha sido professor do pai de Cristina. Tinha sido diplomata em Portugal onde se tinha convertido ao Catolicismo e pediu para ser transferido para Roma quando soube que Cristina ia viver lá.
Contudo, o apanágio arranjado pela Suécia não chegou a cumprir-se. Cristina vivia de empréstimos e doações. Os seus criados queimavam madeira das portas para aquecer os quartos e os irmãos Santinelli venderam obras de arte que estavam no palácio. Os estragos foram justificados com o facto de os criados não serem pagos.
Cristina, de vinte e nove anos, gerou muitos rumores na sociedade quando começou a socializar livremente com homens da sua idade. Um deles era o cardeal Decio Azzolino que tinha sido secretário do embaixador em Espanha e responsável pela correspondência do Vaticano com as cortes europeias. Era também líder do Esquadrão Voante (Squadrone Volante, em italiano), um movimento de pensamento livre dentro da Igreja Católica. Cristina e Azzolino eram tão chegados que o Papa lhe pediu que diminuísse as suas visitas ao palácio da ex-rainha, mas os dois ficaram amigos o resto da vida. Numa carta que Cristina escreveu a Azzolino em francês, disse que nunca ofenderia a Deus, ou daria motivos a Azzolino para se ofender, mas tal "não me impede de o amar até à morte, e visto que a sua religiosidade o impede de ser meu amante, então liberto-o da obrigação de ser meu criado, pois viverei e morrerei como sua escrava." As respostas do cardeal eram mais reservadas. Cristina escreveu-lhe muitas cartas durante as suas viagens. Cerca de cinquenta destas cartas ainda existem. Estavam escritas em código e foram decifradas por Carl Bildt, embaixador da Noruega e da Suécia em Roma, cerca de 1900.
Por vezes a situação descontrolava-se. Numa ocasião, o casal tinha combinado encontrar-se na Villa Medici perto do Monte Pincio, mas o cardeal não apareceu. Cristina apressou-se a ir ao Castelo de Santo Ângelo e disparou um dos canhões. A marca no portão de bronze em frente da Villa Medici ainda é visível.
Numa altura em que ficou sem dinheiro e sofria de um excesso de pompa, Cristina resolveu, no espaço de dois anos, visitar França. Lá foi tratada com respeito pelo rei Luís XIV, mas as senhoras da corte ficaram chocadas com a sua aparência e comportamento masculino e pela liberdade das suas conversas.
Ana Maria Luísa de Orleães, conhecida como Grande Mademoiselle, foi ao ballet coma ex-rainha, e depois recordou:  "surpreendeu-me muito - aplaudindo as partes que lhe agradavam, chamando Deus sua testemunha, atirando-se para trás na cadeira, cruzando as pernas, descansando-as nos braços da cadeira, e depois de assumir tais posturas que nunca tinha visto senão em Travelin e Jodelet, dois famosos palhaços [...]. Era, de todas as formas, uma criatura extraordinária".

### Assassinato de Monaldeschi

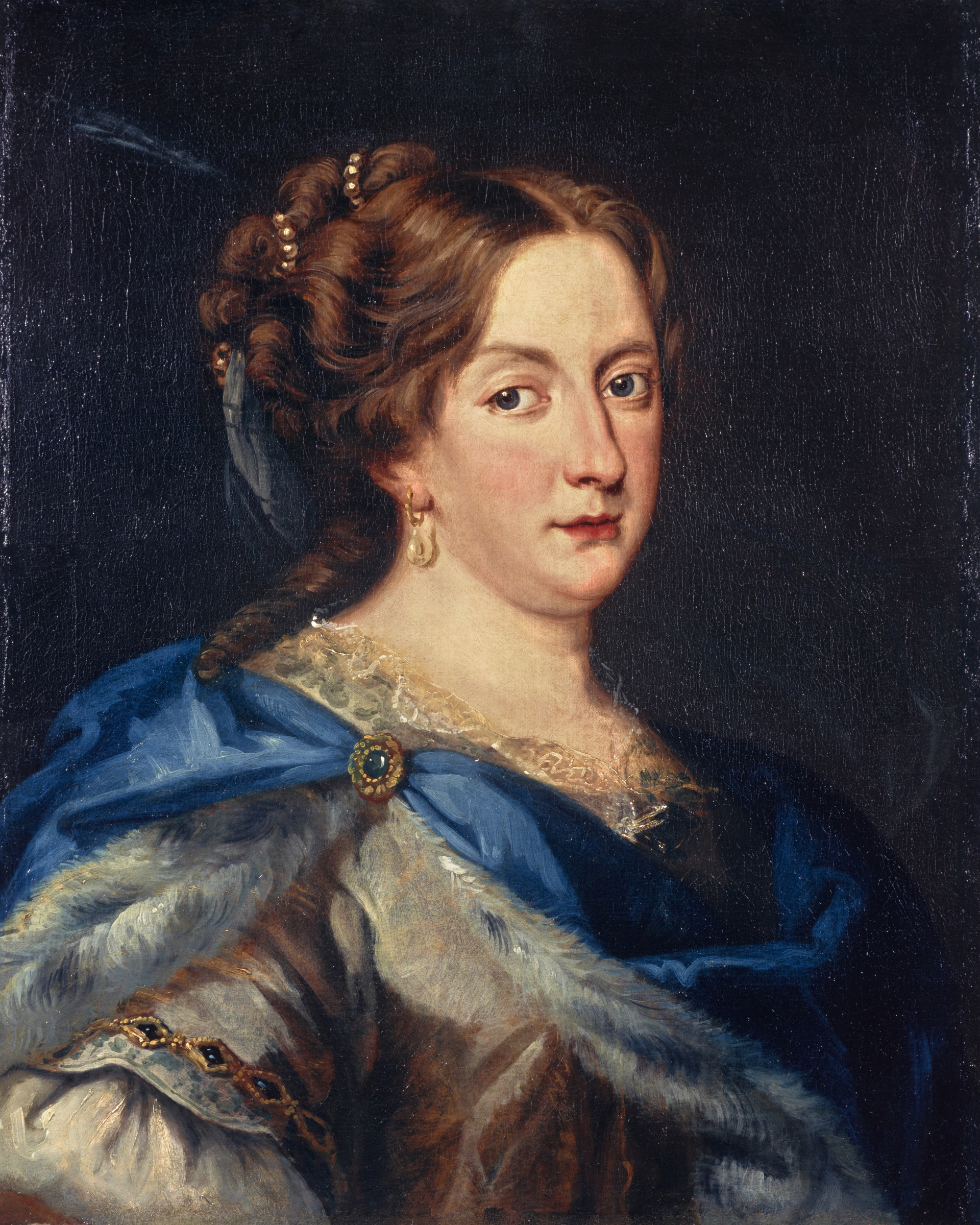
Cristina por Jacob Ferdinand Voet em 1670-75.

Na altura, o rei de Espanha governava Milão e o reino de Nápoles e da Sicília. O político francês Mazarin, que também era italiano, tinha tentado libertar Nápoles do domínio espanhol, contra o qual os habitantes locais tinham lutado, mas uma expedição militar realizada em 1654 não tinha conseguido cumprir esse objectivo. Mazarin estava agora a considerar escolher Cristina para rainha de Nápoles. Os habitantes não queriam um duque italiano no trono, preferindo um príncipe francês. No Verão de 1656, Cristina partiu de barco para Marselha, e daí foi até Paris para discutir o assunto.
A 22 de Setembro de 1656, o acordo entre o rei Luís XIV e ela estava pronto. O rei iria recomendar Cristina para rainha dos napolitanos e servir de aliada contra uma invasão espanhola. No dia seguinte, Cristina partiu para Pésaro, onde ficou a viver enquanto esperava pelo resultado final desta situação. Como rainha de Nápoles, Cristina poderia tornar-se independente financeiramente do rei da Suécia e também poderia negociar uma paz entre França e Espanha. No Verão de 1657, Cristina voltou à França, visitando oficialmente a cidade papal de Avinhão. Em Outubro foram-lhe dados aposentos em Fontainebleau, onde testemunhou um acto que, sem dúvida, terá ficado na sua memória: a execução de Gian Rinaldo Monaldeschi, o seu mestre de cavalaria. Foi Cristina que escreveu a versão da história que correu a Europa.
Cristina suspeitou que Monaldeschi era desleal e lhe lia a correspondência em segredo durante dois meses, o que revelava que ele tinha traído os seus interesses e culpou um membro ausente da corte. Convocou Monaldeschi para uma galeria do palácio e discutiu o assunto com ele. Monaldeschi insistiu que a traição devia ser punida com morte. Cristina tinha a prova da traição dele na mão e insistiu que fosse ele a pronunciar a sua própria sentença de morte. Le Bel, um padre que ficou no castelo, foi recebido devia ouvir a sua confissão na Galerie des Cerfs. O condenado pediu misericórdia, mas foi esfaqueado por dois criados da ex-rainha - mais notavelmente, Ludovico Santinelli - num quarto ao lado do qual Cristina se encontrava. Como o condenado tinha vestido uma cota de malha(que se encontra actualmente em exposição do lado de fora da galeria), foi perseguido pelo quarto durante horas até que os seus executores conseguiram apunhalá-lo fatalmente. O padre Le Bel, que tinha suplicado de joelhos para que Cristina poupasse o homem, foi obrigado a enterrá-lo dentro da igreja e a ex-rainha, aparentemente pouco perturbada, pagou à abadia para perdoar a alma de Masses. "Tinha pena por ter sido forçada a tomar esta medida, mas dizia que se tinha feito justiça pelo seu crime e traição. Pediu a Deus que o perdoasse," escreveu Le Bel.
Mazarin aconselhou Cristina a culpar Santinelli e a dispensá-lo, mas ela insistiu que era a única responsável pelo acto. Escreveu a Luís XIV sobre o assunto e, duas semanas depois, fez uma visita amigável a Fontainebleau sem que se fizesse referência ao que tinha acontecido. Em Roma as pessoas tinham um sentimento diferente. Monaldeschi era um nobre italiano, assassinado por uma bárbara estrangeira tendo Santinelli com seu carrasco. As cartas que provavam a culpa de Monaldeschi tinham desaparecido, Cristina tinha-as deixado com Le Bel no dia do assassinato e ele confirmou que elas existiam. Cristina nunca revelou o conteúdo das cartas.
O assassinato de Monaldeschi foi legal, visto que Cristina tinha direitos judiciais sobre membros da corte, como Gottfried Wilhelm Leibniz, seu defensor, afirmou. Os seus contemporâneos consideravam que, como rainha, Cristina tinha de distinguir entre o bem e o mal e o seu sentido de dever era muito forte. Continuou a considerar-se rainha reinante toda a sua vida. Quando a sua amiga Angela Maddalena Voglia foi enviada a uma abadia pelo Papa, devido ao facto de ter um caso com um cardeal do Sagrado Colégio, Angela conseguiu fugir do mosteiro e foi esconder-se na casa de Cristina onde foi atacada e violada por um abade. Compreensivelmente, Cristina estava mais desconsertada por tal acto se ter passado debaixo do seu tecto e exigiu que o abade fosse executado, mas ele conseguiu fugir. Enquanto estava em França, Cristina quis visitar a Inglaterra, mas não foi encorajada a fazê-lo por Cromwell. Regressou a Roma e voltou aos seus divertimentos nas artes e nas ciências.

### Volta a Roma
A 15 de Maio de 1658, Cristina chegou a Roma pela segunda vez, mas desta vez não houve qualquer triunfo. A sua popularidade tinha-se perdido com a morte de Monaldeschi. Alexandre VII deixou-se ficar na sua residência de Verão e afirmou que não queria receber mais visitas da mulher que agora considerava bárbara. Cristina ficou no Palazzo Rospigliosi que pertencia a Mazarin e ficava perto do Palácio de Quirinal, por isso o Papa ficou extremamente aliviado quando ela se mudou para Trastevere para viver no Palazzo Riario, no topo do Janículo em Julho de 1659. Foi o cardeal Azzolino que assinou o contrato e que lhe deu novos criados para substituir Francesco Santinelli, que tinha sido o carrasco de Monaldeschi.
O Palácio de Riario foi a sua casa para o resto da vida. Decorou as suas paredes com quadros, principalmente renascentistas. Quase não havia obras de pintores do Norte, à excepção de Holbein. Não havia nenhuma colecção de arte que rivalizasse com a dela. Havia retratos dos seus amigos Azzolino, Bernini, Ebba Sparre, Descartes, do embaixador Chanut e do médico Bourdelot. Azzolino assegurou a reconciliação entre Cristina e o Papa e este passou a dar-lhe uma pensão.

### Visita à Suécia

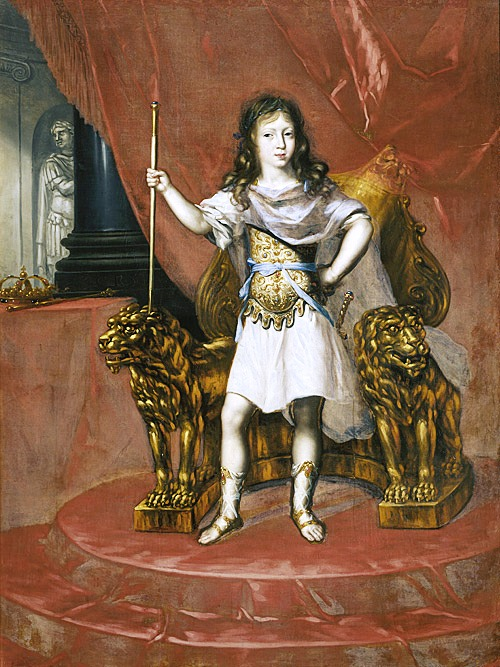
Carlos XI com cinco anos de idade.

Em Abril de 1660, Cristina foi informada de que Carlos X tinha morrido em Fevereiro. O seu filho, Carlos XI, tinha apenas cinco anos de idade. Nesse Verão, Cristina visitou a Suécia, deixando claro que tinha deixado o trono apenas ao seu primo direito e aos descendentes, por isso, se Carlos XI morresse, seria ela a subir ao trono novamente. Depois de passar algumas semanas em Estocolmo, encontrou hospedagem na cidade de Norrköping, que ficava na sua área. Eventualmente acabou por se submeter a uma segunda renúncia do trono, passando um ano em Hamburgo para reorganizar as suas finanças para poder regressar a Roma. Deixou o seu rendimento a cargo do banqueiro Diego Texeira (um judeu cujo nome verdadeiro era Abraão) com a condição de que este lhe entregasse um rendimento mensal e lhe pagasse as dividas que deixou em Antuérpia. Visitou a família Texeira e recebeu-os na sua própria casa, algo que na altura era raro numa relação com judeus.
No Verão de 1662, Cristina chegou a Roma pela terceira vez, depois de passar alguns anos relativamente felizes. Algumas diferenças de opinião com o Papa fizeram com que, em 1667, quisesse regressar novamente à Suécia, mas as condições propostas pelo senado para que a antiga rainha voltasse a viver permanentemente na Suécia eram tão humilhantes que Cristina não foi além de Hamburgo. Foi lá que recebeu a notícia de que o Papa Alexandre VII tinha morrido. O novo Papa, Clemente IX, tinha sido um convidado frequente no seu palácio. Encantada com esta nomeação, Cristina deu uma grande festa na sua casa em Hamburgo com iluminações e vinho nas fontes do jardim. Contudo, a antiga rainha tinha-se esquecido que esta era uma terra protestante, por isso a festa acabou com Cristina a fugir pela porta das traseiras, ameaçada com pedras e tochas. A família Texeira teve de pagar os estragos.

### Regresso a Roma e morte

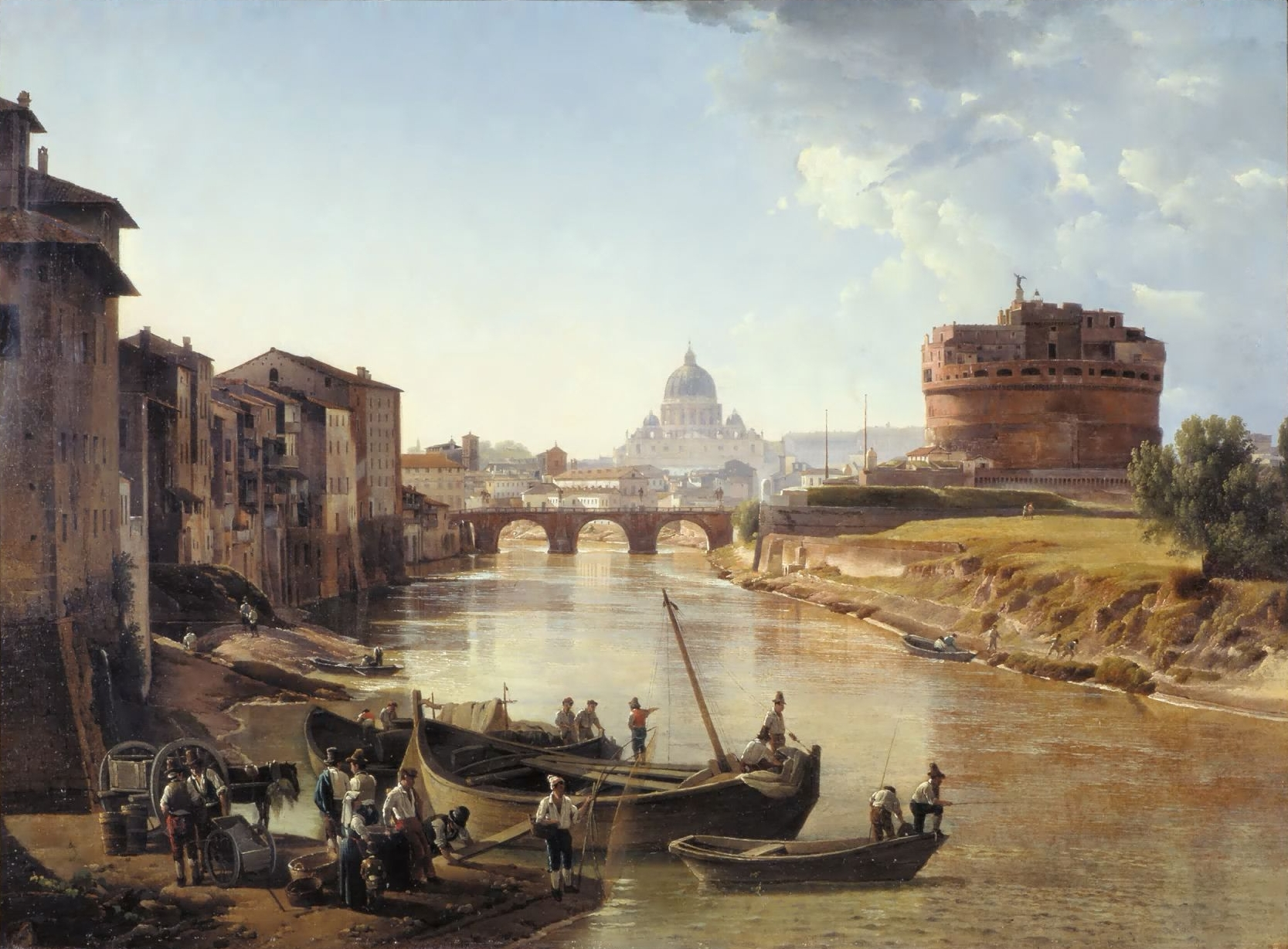
O Tor di Nona em 1823.

A quarta e última entrada de Cristina em Roma aconteceu no dia 22 de Novembro de 1668. Como tinha acontecido em 1655, a antiga rainha entrou pela Porta del Popolo em triunfo. Clemente IX tinha-se oferecido para ir visitá-la, visto que ambos partilhavam o gosto por peças de teatro. Quando o Papa sofreu uma apoplexia, Cristina estava entre os poucos que quiseram vê-lo no seu leito de morte. Em 1671, Cristina abriu o primeiro teatro público de Roma no edifício de uma antiga prisão, o Tor di Nona. O novo Papa Clemente X preocupava-se com a influência negativa que o teatro tinha na moralidade das pessoas, mas quando Inocêncio XI se tornou Papa a situação ficou ainda pior. O teatro de Cristina tornou-se num celeiro de cereais, apesar de ele próprio ter sido um convidado no seu camarim real entre outros cardeais. O Papa também proibiu a participação das mulheres em peças de teatro e o uso de vestidos com decotes. Cristina considerou estas leis um disparate e continuou a deixar as mulheres actuar no seu palácio.
Cristina escreveu uma autobiografia que nunca acabou, teses sobre os seus heróis Alexandre, o Grande, Ciro II e Júlio César, sobre arte e música (“Pensées, L’Ouvrage du Loisir” e “Les Sentiments Héroïques”), e era mecenas de músicos. Carlo Ambrogio Lonati e Giacomo Carissimi eram mestres de capela, Lelio Colista era tocador de alaúde, Loreto Vittori e Marco Marazzoli eram cantores e Sebastiano Baldini era libretista. Tinha Alessandro Stradella e Bernardo Pasquini a compor para ela, Arcangelo Corelli dedicou-lhe o seu primeiro trabalho, Sonata da chiesa, Opus 1. Alessandro Scarlatti dirigiu a orquestra durante uma celebração de três dias em honra da coroação do rei Jaime II de Inglaterra em 1685.
As suas políticas e espírito rebelde continuaram muito depois de ter abdicado do poder. Quando o rei Luís XIV de França revogou o Édito de Nantes, abolindo os direitos dos protestantes franceses, Cristina escreveu uma carta indignada, datada de 2 de Fevereiro de 1686, dirigida ao embaixador francês. O Rei-Sol não gostou desta atitude, mas Cristina não foi silenciada. Em Roma conseguiu fazer com que o Papa Clemente X proibisse a tradição de perseguir judeus pelas ruas durante o Carnaval. A 15 de Agosto de 1686 publicou uma declaração onde dizia que os judeus estavam sob sua protecção, assinando como "la Regina" - "a Rainha".
Cristina permaneceu muito tolerante em relação à crença religiosa das pessoas toda a vida. Interessava-se pelo padre espanhol Miguel Molinos, que tinha sido perseguido pela Inquisição por causa dos seus ensinamentos que eram inspirados pela mística Teresa de Ávila e por Inácio de Loyola. Em Fevereiro de 1689, Cristina, de 62 anos, ficou gravemente doente depois de realizar uma visita aos templos de Campânia, recebendo a extrema unção. Parecia começar a recuperar quando, em meados de abril, adoeceu de erisipela, e depois de pneumonia com febres altas. No seu leito de morte, enviou uma mensagem ao Papa, pedindo-lhe que lhe perdoasse os seus insultos, o que ele fez. O cardeal Azzolino ficou a seu lado até à morte de Cristina em 19 de Abril de 1689.

### Enterro

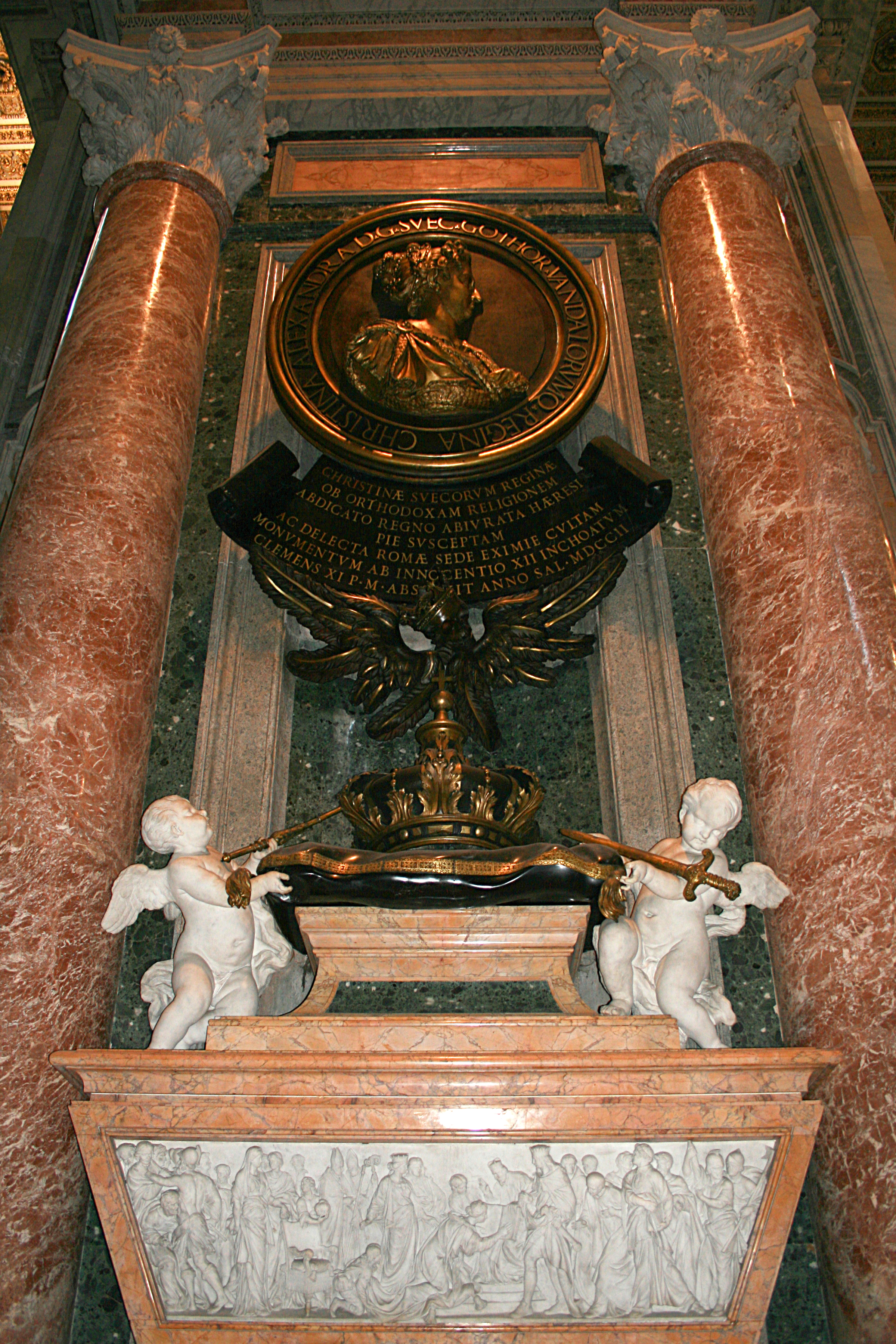
O túmulo de Cristina na Gruta do Vaticano.

Cristina tinha pedido um enterro simples, mas o Papa insistiu para que se realizasse um velório de quatro dias no Palácio de Riaro. Cristina foi embalsamada, o seu corpo coberto com brocado branco, uma máscara de prata, uma coroa dourada e um ceptro. O seu corpo foi colocado dentro de três caixões: um de cipreste, um de chumbo e outro de carvalho. A procissão funerária realizou-se de Santa Maria em Valicella para a Basílica de São Pedro e o seu corpo foi enterrado na Gruta Vaticana, sendo uma das três mulheres que tiveram direito a esta honra. Os seus intestinos foram colocados numa urna suspensa. Hoje em dia o seu sarcófago de mármore encontra-se ao lado do túmulo do Papa São João Paulo II.
Em 1702, Clemente XI encomendou um monumento para a rainha, cuja conversão ao catolicismo tinha sido considerada em vão um passo para o regresso do seu país à fé católica e que tinha feito grandes contribuições para a vida cultural da cidade às quais o Papa estava agradecido. O monumento foi colocado na basílica e foi criado pelo artista Carlo Fontana. Cristina foi retratada num medalhão dourado de bronze apoiado por uma caveira coroada. Os três relevos em baixo representam a sua libertação do trono sueco e do protestantismo em Innsbruck, o escorno da nobreza e a fé a triunfar sobre a heresia. O retrato está esculpido com uma semelhança pouco romântica, visto que a rainha aparece com um duplo queixo e um nariz proeminente com narinas bojudas.
Cristina tinha nomeado Azzolino seu herdeiro único para garantir que as suas dívidas seriam todas pagas, mas o cardeal estava demasiado doente e esgotado para estar presente no seu funeral e morreu em Junho do mesmo ano. O seu sobrinho, Pompeo Azzolino, era o seu único herdeiro e não demorou a vender toda a colecção de arte de Cristina. Por exemplo, a obra "Vénus de Luto por Adónis" de Paolo Veronese, que Cristina recebeu como recompensa de guerra em Praga, foi vendido pelo sobrinho de Azzolino e acabou no Museu Nacional de Estocolmo. A sua extensa e importante biblioteca, que tinha começado com as recompensas de guerra que o seu pai Gustavo Adolfo tinha recolhido ao longo de todas as suas campanhas europeias, foi comprada por Alexandre VIII para a biblioteca do Vaticano e grande parte dos seus quadros foi parar a França, à colecção dos Orleães. Muitas delas continuam juntas nos dias de hoje, na Galeria Nacional da Escócia. A sua colecção tinha perto de trezentos quadros. A "Vénus" de Ticiano estava entre eles. Quando a rainha levou estas obras da Suécia, a atitude foi considerada uma grande perda para o país, mas quando o castelo de Estocolmo ardeu em 1697, foi reconhecido que teriam sido destruídas se tivessem ficado.

## Aparência, corpo e comportamento

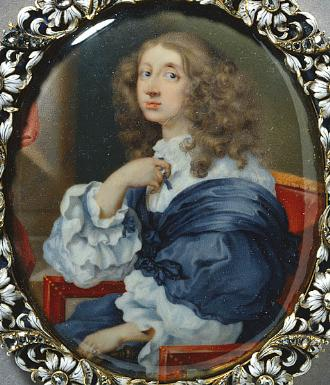
Cristina.

Cristina era estranha para o seu tempo por preferir vestir-se com roupas masculinas e também por ter alguns traços masculinos. É difícil saber se a rainha escolhia a sua roupa por se considerar masculina ou simplesmente por razões práticas.
Segundo alguns testemunhos históricos referentes ao aspecto físico de Cristina, alguns investigadores acreditam que poderia ser um indivíduo intersexuado (alguém que possui uma mistura de órgãos genitais femininos e masculinos, hormonas e cromossomas). Segundo a autobiografia de Cristina, as parteiras que a puseram no mundo acreditaram inicialmente que ela era um menino por ser "completamente peluda e com uma voz rouca e forte." Depois de mudar de ideias, decidindo que se tratava de uma menina, o seu pai Gustavo II Adolfo decidiu “descobrir ele próprio a natureza do mistério.” Esta ambiguidade não acabou com o seu nascimento, visto que Cristina fez várias declarações ambíguas sobre a sua constituição física ao longo da vida. O seu corpo pouco normal também chamava a atenção de muitas que a conheciam e que reparavam que a rainha tinha voz, aparência e movimentos masculinos. Apesar de tal não ser uma prova directa da sua constituição física, Cristina sentia repulsa pela ideia de se casar, ter sexo, pelas conversas femininas e pela educação de crianças, algo que pode ter surgido da visão que tinha uma pessoa com este tipo de problema. Em 1965, estas observações levaram a que fosse efectuada uma investigação aos restos mortais de Cristina, que acabou por ter um resultado inconclusivo. Tal como o antropólogo Carl-Herman Hjortsjö, que levou a cabo a investigação, explicou: “O nosso conhecimento incompleto sobre os efeitos que a intersexualidade pode ter na formação do esqueleto […] faz com que seja impossível decidir quais serão as partes dos ossos que deveriam ser pedidas para realizar um diagnóstico de intersexualidade." Apesar de tudo, Hjortsjö especulou que Cristina muito provavelmente tinha órgãos sexuais femininos normais porque existem registos de que tinha menstruação.

## Legado e cultura popular

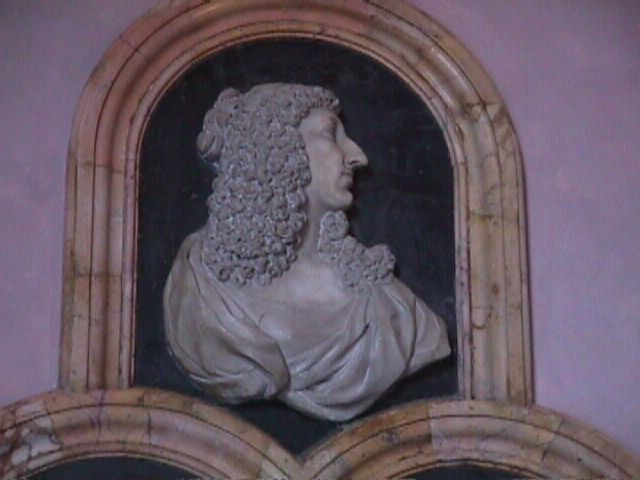
Busto da Rainha Cristina na Basílica de São Pedro.

A primeira conquista sueca na América do Norte recebeu o nome de Forte Cristina que se encontrava perto da actual baixa da cidade de Wilmington, no Delaware. O Rio Cristina, que fica perto, também tem o nome da rainha.
A personalidade complexa de Cristina já inspirou várias peças de teatro, livros e obras de arte. A peça de August Strindberg, "Kristina", de 1901, representa-a como uma criatura versátil e impulsiva. “Cada qual merece ser a Cristina que merece”, dizia a personagem principal. A alegoria do autor finlandês Zacharias Topelius intitulada “Stjärnormas Kungabarn” também a representa como tendo um temperamento vivo, facilmente irritável e ainda mais facilmente piedoso, tal como o seu pai. Kaari Utrio também retratou as suas paixões tormentosas e sede de amor.
A vida de Cristina também foi representada no conhecido filme “Queen Christina” de 1933, que contou com Greta Garbo no papel principal. Embora o filme seja interessante, retratou uma heroína cuja vida se distinguia da de Cristina em muitos aspectos. Outro filme, “The Abdication”, teve como protagonista a actriz norueguesa Liv Ullmann e era baseado numa peça da autoria de Ruth Wolff.
Cristina tornou-se um ícone para as comunidades lésbicas e feministas e inspirou o comediante Jade Esteban Estrada a retratá-la no seu musical a solo intitulado “ICONS: The Lesbian and Gay History of the World Vol. 2". O seu travestismo também fez com que se tornasse um ícone da actual comunidade transexual. A escritora finlandesa Laura Ruohonen escreveu uma peça sobre ela intitulada “Queen C”, que a apresenta como uma mulher demasiado moderna para o seu tempo que vivia segundo as suas próprias regras. Criada como um rapaz e conhecida pela alcunha “Menina Rei”, Cristina enfurece os seus contemporâneos com as suas opiniões controversas sobre a sexualidade e a identidade humana, e acaba por abdicar. Tendo sido representada pela primeira vez no Teatro Nacional da Finlândia em 2002, a peça já foi traduzida para nove línguas e levada a vários palcos internacionais. A peça já foi representada no Teatro Real Nacional da Suécia, bem como na Austrália, República Checa, Países Baixos, Alemanha, Estados Unidos e lida em muitos mais países.